# ヴィヴァーロ・ロマーノ
ヴィヴァーロ・ロマーノ（伊: Vivaro Romano）は、イタリア共和国ラツィオ州ローマ県にある、人口約200人の基礎自治体（コムーネ）。2024年1月現在、ローマ県で最も人口の少ないコムーネである。

## 地理

### 位置・広がり
ローマ県北東部のコムーネで、東にアブルッツォ州ラクイラ県と、北から西にリエーティ県と境界を接する。ティヴォリから北東へ約23km、リエーティから南南東へ約36km、ラクイラから南西へ約43km、ローマ中心部から東北東へ約50kmの距離にある。

#### 隣接コムーネ
隣接するコムーネは以下の通り。括弧内のAQはアブルッツォ州ラクイラ県、RIはリエーティ県所属を示す。
- ポッツァーリア・サビーナ (RI) - 北
- トゥラーニア (RI)- 北
- カルソーリ (AQ) - 東
- オリーコラ (AQ) - 南東
- ヴァッリンフレーダ - 南西
- オルヴィーニオ (RI) - 北西

### 気候分類・地震分類
ヴィヴァーロ・ロマーノにおけるイタリアの気候分類 (it) および度日は、zona E, 2855 GGである。
また、イタリアの地震リスク階級 (it) では、zona 2B (sismicità media) に分類される。

## 行政

### 山岳部共同体
広域行政組織である山岳部共同体「アニェーネ山岳部共同体」 (it:Comunità montana dell'Aniene) （事務所所在地: アーゴスタ）に属する。